# Olympic Games, Pittsburgh Y.M.C.A.
Olympic Games, Pittsburgh Y.M.C.A. è un cortometraggio muto del 1912

## Produzione
Il film fu prodotto dalla Edison Company.

## Distribuzione
Distribuito dalla General Film Company, il film - un cortometraggio di 60 metri - uscì nelle sale cinematografiche degli Stati Uniti il 2 ottobre 1912. Nelle proiezioni, veniva programmato con il sistema dello split reel, accorpato in un'unica bobina con un altro cortometraggio prodotto dalla Edison, la commedia The Green-Eyed Monster.